# Нива Нагахидэ
Нива Нагахидэ (яп. 丹羽 長秀; 1535 — 1585) — японский военачальник периодов Сэнгоку и Адзути-Момояма.

## Биография

### Подчинённый Оды
Нагахидэ родился в провинции Овари. Во время противостояния В начале своей жизни он служил роду Сиба, но в 1550 году перешел на службу к Оде Нобунаге. В 19 лет получил боевое крещение в битве при Муракитори (1554). Участвовал в битвах при Ино (1556) и Окэхадзама (1560). В 1568 сопровождал господина в столицу для возведения на должность сёгуна Асикаги Ёсиаки и участвовал в битве при Каннондзи. После битвы при Анэгаве осаждал крепость Саваяма с августа 1570 по 24 февраля 1571 года, после чего Исоно Кадзумаса сдал крепость. Он женился на племяннице Нобунага и получил земельный надел Саваяма  с доходом в 50 000 коку. В 1571 году у него родился сын Нива Нагасигэ.

### Губернатор Вакасы
В сентябре 1573 года Нобунага назначил Нагахидэ губернатором Вакасы. Так Нагахидэ стал первым представителем Оды в этом регионе.
В новых владениях Нагахидэ предстояло конкурировать с Такэдой Мотоаки, Аваей Кацухисой и Хэмми Масацунэ, другими даймё провинции, не очень охотно признававшими власть Нобунаги. Мидзогути Хидэкацу, Нацука Масаиэ и Такэбэ Дзютоку были назначены помощниками Нагахидэ, получившего в регионе полную военную власть и ответственного за безопасность и удерживание контроля над провинцией.
После смерти Нобунаги в 1582 году от рук Акэти Мицухидэ, Такэда Мотоаки совершил попытку возвратить власть в провинции и отправил войска в провинцию Оми, поддержав Акэти. Когда Акэти был разгромлен Хасибой Хидэёси, Мотоаки был вызван в столицу, где и был убит. Так Нагахидэ получил полную, безоговорочную власть в Вакасе.

### Служба Оде
Нагахидэ принимал участие в битвах при Такае, Нагасино, подавлении восстания Икко-икки. Также внес крупный вклад в строительство крепости Адзути.
В 1581 году губернатор Эттю-Кифунэ Исигура Нарицуна и Эттю-Ганкайдзи Тэрасаки Моринага были вызваны в Оми. Нагахидэ также был экстренно вызван в Саваяму. Исигуре было приказано покончить с собой 5 августа, Тэрасаки — 16 августа. Также Нагахидэ участвует в захвате Иги.
По богатству среди вассалов Оды Нагахидэ уступал лишь Сакуме Нобумори (позже сослан) и Сибате Кацуиэ.

### Инцидент в Хоннодзи
В июне 1582 Нагахидэ и Хатия Ёритака были назначены в карательную экспедицию против Тёсокабэ в Сикоку. Токугава Иэясу, Хасэгава Хидэкадзу и Цуда Нобудзуми были отправлены в Осаку для организации второй части карательной экспедиции.
Однако когда Нагахидэ и Ёритака уже готовы были отправиться в Сикоку, Нобунага был убит Акэти Мицухидэ в Хоннодзи. Цуда Нобудзуми поддержал его. Двое объединились с Хасибой Хидэёси, чтобы разбить Мицухидэ в битве при Ямадзаки. После этого они сразу отправились в Сикоку, где ожидали подкреплений от Хасибы, однако, так и не получив их, отступили. Нагахидэ вернулся в свое владение в Саваяме, захваченное после инцидента в Хоннодзи Араки Удзицуной.
На конференции в Киёсу, где решалась дальнейшая судьба рода Ода и кто его возглавит, Нагахидэ вместе с Хасибой и Икэдой Цунэоки поддержал внука Нобунаги- Оду Сампоси в противовес Сибате Кацуиэ, Маэде Тосийэ и Токугаве Иэясу, поддержавших сыновей Нобунаги- Нобукацу и Нобутаку. Такое решение привело к большому росту влияния Хидэёси. В 1583 году Сибата Кацуиэ, Маэда Тосииэ и Ода Нобутака выступили против Хидэёси и Нобукацу. Нагахидэ, заняв сторону последних, участвовал в битве при Сидзукатакэ, после чего был лишён провинции Оми, но был награждён провинциями Этидзэн и Кага, получив доход в 1230000 коку.
16 апреля 1585 года скончался от паразитического заболевания в возрасте 49 лет. Его домен унаследовал сын Нива Нагасигэ, позже пониженный до 150000 коку.

#### Потомки
На сей день нет ни одного живого потомка рода Нива. Последнего звали Нива Нагахиро и умер он в 1886 году. Однако его отец Нагакуни прожил дольше Нагахиро, но именно Нагахиро считается последним представителем этого рода. Существует еще род Иссики-Нива, но он не имеет никакого отношения к роду Нива.

## Интересные факты
- После смерти Нагахидэ, его сын Нагасигэ сначала был понижен до 150000 коку, затем до 40000. Однако после осады Одавары был повышен до 120000 коку. В 1600 году Нагасигэ принял сторону Западной армии, и его владения было полностью конфисковано, однако позже в 1603 он был прощён и получил домен в Хитати 10000 коку, в 1619- повышен до 20000 коку, 1622- до 50000 коку, 1627- до 100000 коку.
- Был женат на племяннице Нобунаги.
- Когда Нобунага перераспределял земли Кюсю, Нагахидэ просил не давать ему дополнительных владений.
- Нагахидэ страдал от глазных болезней

## Вассалы
В Овари: Отада Усикадзу, Тода Кацусигэ, Мидзогути Хидэкацу, Уэда Сигэясу, Аояма Мунэкацу, Окада Ёсиацу, Оя Мотохидэ, Окуяма Мориаки, Окуяма Масаюки, Куваяма Сигэхару, Танэхаси Кадзуаки, Тэраниси Корэнари, Нарита Митинори, Мураками Ёрикацу, Мураками Тадакацу., Ямада Такасада
В Мино: Токуяма Норихидэ, Аоки Кадзусигэ, Аоки Сигэнао, Осима Мицуёси, Ота Кадзуёси, Осима Мицунари, Осима Мицумаса.
В Оми: Эгути Масаёси, Нацука Масаиэ, Нацука Наоёси, Такэбэ Дзютоку
В Вакасе: Авая Кацухиса, Кумагай Наоюки, Такэда Мотоаки, Хэмми Масацунэ,
В Этидзэне: Сакай Наомаса, Мацубара Наомото.